# ساب ۹۹
ساب ۹۹ (Saab ۹۹) خودرویی است که در سال‌های ۱۹۶۸ تا ۱۹۸۴تولید شده‌است.است.سیستم جعبه‌دندهٔ آن ۳، دنده به دو صورت خودکار و دستی است.